# Номерні знаки штату Монтана

Графічна схема чинного формату регулярного номерного знаку

Номерні знаки штату Монтана видаються Відділом моторних транспортних засобів Департаменту юстиції. Штат Монтана вимагає розміщення переднього і заднього номерних знаків на автомобілі.
Регулярні номерні знаки Монтана мають формати 1-23456A; 12-3456A. Кодування здійснюється першими 1-2 цифрами за регіональною ознакою по округах штату. Коди округів штату чинні з середини 1930-х років. Чинні бланки номерних знаків здебільшого повторюють бланки 1975 року і мають синє тло та білі знаки, що розміщені всередині контурного зображення штату. В нижньому рядку розташовується назва штату, в верхньому — гасло: «штат скарбниця» (TREASURY STATE). Наліпка про сплату щорічних мит розташовуються у верхньому правому куті таблички.

## Інші формати регулярних номерних знаків
- Номерні знаки для мотоциклів мають формат 1-А2345; 1-А234; 12-А234; 12-А34 та розміри 4х7 дюймів;
- Номерні знаки для вантажних комерційних перевезень за межі штату (APPORTIONED) мають формат РА12345 для вантажних автомобілів, ТА12345 — для причепів.

## Кодування
| Код | Округ або інше  |
| --- | --------------- |
| 1   | Сілвер-Бау      |
| 2   | Каскейд         |
| 3   | Єллоустоун      |
| 4   | Міссула         |
| 5   | Льюїс-енд-Кларк |
| 6   | Галлатін        |
| 7   | Флетгед         |
| 8   | Фергус          |
| 9   | Поудер-Рівер    |
| 10  | Карбон          |
| 11  | Філліпс         |
| 12  | Гілл            |
| 13  | Раваллі         |
| 14  | Кастер          |
| 15  | Лейк            |
| 16  | Доусон          |
| 17  | Рузвельт        |
| 18  | Бівергед        |
| 19  | Чуто            |
| 20  | Веллі           |
| 21  | Тул             |
| 22  | Біг-Горн        |
| 23  | Масселшелл      |
| 24  | Блейн           |
| 25  | Медісон         |
| 26  | Пондера         |
| 27  | Ричленд         |
| 28  | Повелл          |
| 29  | Роузбад         |
| 30  | Дір-Лодж        |
| 31  | Тетон           |
| 32  | Стіллвотер      |
| 33  | Трежер          |
| 34  | Шерідан         |
| 35  | Сендерс         |
| 36  | Джудит Бейсін   |
| 37  | Деніелс         |
| 38  | Глейшер         |
| 39  | Феллон          |
| 40  | Світ-Грасс      |
| 41  | Маккоун         |
| 42  | Картер          |
| 43  | Бродвотер       |
| 44  | Вітленд         |
| 45  | Прері           |
| 46  | Гранит          |
| 47  | Мар             |
| 48  | Ліберті         |
| 49  | Парк            |
| 50  | Гарфілд         |
| 51  | Джефферсон      |
| 52  | Вайбо           |
| 53  | Голден-Веллі    |
| 54  | Мінерал         |
| 55  | Петролеум       |
| 56  | Лінкольн        |

## Номерні знаки «особливого інтересу»
Номерні знаки «особливого інтересу» мають власні бланки та формат АБВ123.